# آراتا فوروتا
آراتا فوروتا (انگلیسی: Arata Furuta؛ زادهٔ ۳ دسامبر ۱۹۶۵) هنرپیشه و صداپیشه اهل ژاپن است.
از فیلم‌هایی که وی در آن نقش داشته‌است، می‌توان به پسران قرن بیستم، سیزده آدمکش، هانا و رستاخیز سامورایی اشاره کرد.